# Canton (Karolina Północna)
Canton – miasto w Stanach Zjednoczonych, w stanie Karolina Północna, w hrabstwie Haywood.